# 牛痘
牛痘（英語：Cowpox）是发生在牛身上的一种传染病，症状通常是在母牛的乳房部位出现局部溃疡。牛痘由牛痘病毒引發，而該病毒是天花病毒的近親。如果挤奶工的皮肤上有伤口，該病會透過與牛隻的接觸而傳染給人類，患者皮肤上出现丘疹，这些丘疹慢慢发展成水泡、脓疱，还会出现一些其他的症状，比如发热，出现淋巴结炎、淋巴管炎。通常，人感染牛痘大约经过3至4周就可以痊愈。
18世紀後，牛痘用作免疫接種以預防高傳染性的天花，也是免疫接種的首度成功案例。
該病的病例多在歐洲，尤以英國為最多。而該病毒可在牛隻、貓以及田鼠等身上找到。人類患病的個案極少，潛伏期為9-10日，但對患有免疫系統缺陷的病人來說，感染牛痘病毒足以致命。

## 預防天花感染的機制
人體的免疫系統一般是藉著識別病毒表膜的抗原，針對病毒抗原的結構，製造「抗體」，「標記」病毒以及受感染的細胞，以誘導人體的免疫機制對其進行攻擊。
由於牛痘病毒具有與天花病毒相似的抗原，曾經感染牛痘病毒的人類，其免疫系統因而产生的抗体不仅可针对牛痘病毒，也能有效对抗天花病毒。有效接种者一旦感染天花，免疫系統就可迅速製造針對天花病毒的抗體，以阻止天花病毒進一步入侵身體。不過現時对抗天花病毒（smallpox virus）而用来制备“天花疫苗”的是痘苗病毒（vaccinia virus），并非野外找到的牛痘病毒（cowpox virus），是兩個不同的病毒品種。
天花病毒是一種非常複雜的病毒，它的DNA攜帶187個基因，186,000對DNA鹼基，其中100個基因成為科學家研究人類免疫系統的鑰匙，以尋求天花病毒極其致命的線索。

## 人痘預防
在古代，天花主要是大部分兒童夭折的原因，即使倖存，多數患者都會因天花而導致失明、痙攣、殘疾和毀容等後遺症。根據研究，十八世紀的英格蘭每十人有一人死於天花，1783年到1802年格拉斯哥（英國第三大城市）有三分之一兒童死於天花。
在「牛痘接種術」未被推廣前，一般民眾都以「人痘接种术」作為預防天花的手段，辦法是把天花病患者身上的痘痂制浆（膿），以小刀拭在受種者的皮膚之下，使之产生免疫力，以预防天花。另一個方法，就是讓受種者穿上天花患者的衣服，稱為「痘衣法」。公元1715年，瑪麗·沃特·摩塔（倡導天花接種而聞名，也是貴族詩人和作家）跟隨丈夫外交官到奧斯曼帝國，她注意到土耳其人有種人痘的習慣，當她返回英格蘭時勸卡洛琳公主對兒童推廣（種痘）。
可是，這種方法有嚴重缺點：因為受接種的人是得到了真正的天花，故此有很大機會死亡，危險性甚高。而且受種者對天花完全產生抵抗力之前，會把天花傳染給身邊的家人，因此對天花未有抵抗力的家人必須被隔離。

## 牛痘接种术

### 研发历史
英國醫生愛德華·詹納，是第一個發明並推廣牛痘接種，以預防天花的人。
愛德華·詹納從小被牧師所養大，只有一位哥哥，後來他在倫敦，受到他的老師約翰·亨利（提倡醫藥使用科學方法，當時權威外科醫師）的賞識，有了前往澳大利亞的機會，但他選擇留在格洛斯特郡當鄉村醫生，當時他第一次從擠牛奶的女工聽到牛痘的民間故事，只要感染這個輕微的疾病（牛痘）就會對牛痘免疫，不會再患同樣的疾病，同時對天花也能終身免疫。
公元1796年5月14號，他在伯克利村找了莎拉·妮爾姆思的一名擠奶女工人，取了她感染的組織，並在一名八歲男孩詹姆斯·菲普斯（James Phipps）的手臂劃出小傷口，讓他感染症狀輕微的牛痘。男孩康復後，在7月1號愛德華·詹納再次對他植入天花病毒，這次男孩沒有再得到天花。

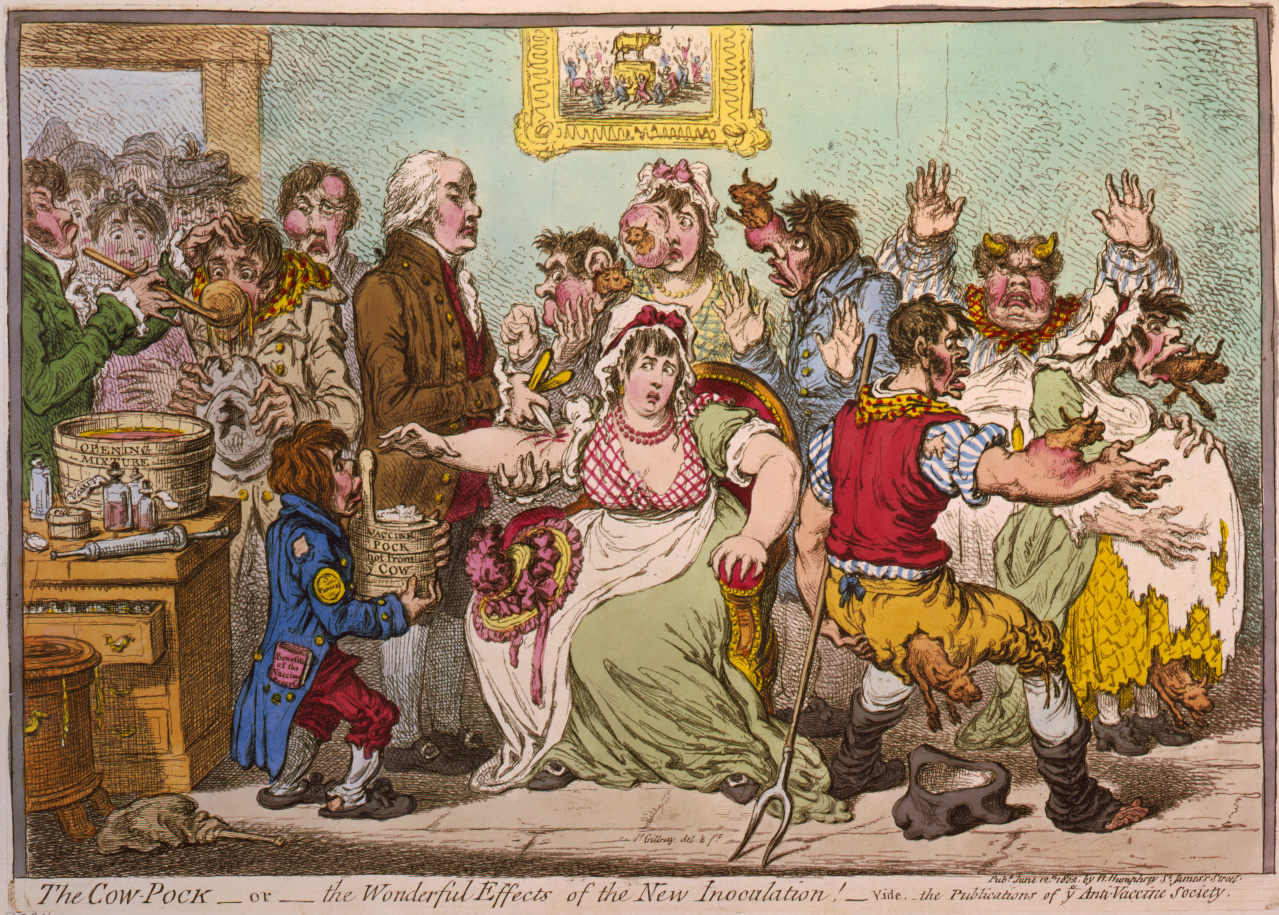
當時的人誤以為種過牛痘疫苗的人們會長出牛角、牛毛，詹姆斯·吉尔雷 於公元1802年繪。

不過在研究牛痘對天花預防性的過程中，他飽受抨擊與批評，現代觀點認為他將人當作白老鼠，測試疫苗療效，是違反科學道德。而在當時，人們主要是譏笑他，說道種過牛痘疫苗的人們會長出牛角和牛毛。在疫苗研發成功後，他接種在自己的兒子身上，導致與妻子糾紛，甚至被說是發狂想殺了自己的兒子。不過在詹納的堅持下，他的兒子在接種後一直相安無事，也沒有感染天花。因為這是免疫接種的首度成功案例，因此種痘也被引申為「疫苗接种」的意思。
或許受輿論影響，愛德華·詹納沒有再做其他相關實驗，而是直接進行了發表。因為他是當地科學辯論會的成員，且有良好的社經關係，對許多有影響力的作家或貴族敘述他的發現，不久各個國家開始進行（牛痘）的實驗，1799年普魯士的露易莎公主向他致信，隨後受到喬治三世（英國國王）的重視，值得一提的是同年《傲慢與偏見》的作者珍·奧斯汀在一場宴會中聆聽了這篇論文，隔年1801年皇家海軍全面接種牛痘，俄國皇后將第一名接種牛痘的兒童賜名瓦奇諾夫（Vaccinof），根據研究，當時歐洲有十萬人因此獲救。1804年法皇拿破崙為他鑄造一枚徽章，也因為他的緣故，為他釋放了英國戰俘以示尊敬。

### 接种效果
愛德華·詹納以種牛痘預防天花的方法，比傳統「人痘接种术」更安全，因而廣泛被各國採用。1980年5月8日，世界衛生組織正式宣佈「地球上的人類已免於天花疾病」，天花已在地球上被滅絕。

## 外部連結
- 微生物免疫學-Poxviridae(痘病毒科) （页面存档备份，存于）
- 張嘉鳳：〈十九世紀牛痘的在地化──以《ﾛ英咭唎國新出種痘奇書》、《西洋種痘論》與《引痘略》為討論中心 （页面存档备份，存于）〉。